# 翁美春
翁美春（1963年2月14日—），台灣政治人物，曾代表民主進步黨籍當選臺中市(直轄市)第1屆、第2屆市議員，2018年選舉連任市議員失利。2020年獲民進黨提名於臺中市第八選舉區轉戰立委選舉，由於該選區僅豐原和新社偏綠，其餘石岡、東勢、及和平區皆是藍營優勢地區，因此被視作出戰艱困選區，最後以21%的差距輸給爭取連任的國民黨江啟臣。2022年參選台中市第4選區（后里、豐原）之民進黨議員提名初選，最後以些微差距落敗，同年6月16日宣布退出民進黨以無黨籍參選市議員，同年9月民進黨臺中市黨部以違紀參選處份開除黨籍報請中央。

## 經歷
- 民進黨台中縣黨部第七、八屆代表、婦女組組長、第十二屆全國黨代表[8]
- 民進黨台中縣議員黨團幹事長
- 台中縣水噹噹後援總會副會長
- 翁子義警分隊顧問

## 選舉紀錄
| 年度 | 選舉屆數               | 選舉區           | 所屬政黨   | 得票數 | 得票率 | 當選標記 | 備註  |
| ---- | ---------------------- | ---------------- | ---------- | ------ | ------ | -------- | ----- |
| 2005 | 第十六屆臺中縣議員選舉 | 臺中縣第一選舉區 | 民主進步黨 | 5,094  | 5.20%  |          | [ 9 ] |
| 2010 | 第一屆臺中市議員選舉   | 臺中市第四選舉區 | 民主進步黨 | 13,052 | 10.81% | [ 10 ]   |       |
| 2014 | 第二屆臺中市議員選舉   | 臺中市第四選舉區 | 民主進步黨 | 20,887 | 17.23% | [ 11 ]   |       |
| 2018 | 第三屆臺中市議員選舉   | 臺中市第四選舉區 | 民主進步黨 | 12,670 | 10.60% |          |       |
| 2020 | 第十屆立法委員選舉     | 臺中市第八選舉區 | 民主進步黨 | 62,471 | 38.92% | [ 12 ]   |       |
| 2022 | 第四屆臺中市議員選舉   | 臺中市第四選舉區 | 無黨籍     | 8,803  | 8.09%  |          |       |

## 外部連結
- 臺中市政府 （页面存档备份，存于）
- 臺中市議會